# Nacs末広
Nacs末広（ナックスすえひろ）は長野県長野市末広町にある建築物である。

## 歴史
1974年度、長野駅善光寺口前の一角が長野市初の再開発地区「長野駅前A地区」として都市計画決定した。その後長期にわたり事業化が進まない状態が続いたが、長野オリンピックを3年後に控えた1995年に一部分で事業化の動きが出たため、A地区をA-1地区～A-3地区に3分割した。A-2地区には1997年に書店（のちに退店）やオフィスからなるウェストプラザ長野、A-1地区には2006年度に分譲住宅や飲食店・業務施設からなる「A-One City」が竣工した。A-3地区は1996年から地権者による検討が進められ、2008年に再開発組合設立。2009年1月より既存建物の除却、同年5月より本体工事に着手し、2010年7月に「Nacs末広」が竣工。8月26日に近隣のビルよりホテルサンルート長野が移転オープン、1～4階の飲食店を中心とした店舗も11月までに順次オープンした。

## 建築
地上11階・地下1階建で、5～11階はホテルサンルート長野、1～4階は飲食店やカラオケ店、コンビニエンスストア、長電高速バス案内所を中心としたテナントが入る。ホテルサンルート長野は近隣の長野NCビルから移転したもので、同ビルにはその後長野東急REIホテルが入居している。
前面の歩道は広めにとり、隣接するウェストプラザ長野とは外壁の色調や高さを揃えて調和を持たせた。屋上緑化や太陽光発電など、環境に配慮した設備も備える。2015年3月には本ビル2階からウェストプラザを経由してJR長野駅に直結するペデストリアンデッキが完成した。